# 維爾紐斯城堡建築群

1740年時的維爾紐斯城堡建築群

維爾紐斯城堡建築群是位於立陶宛維爾紐斯的一個建築群，這一建築群的建築修建於10世紀至18世紀時期，是立陶宛主要的防禦建築系統之一。維爾紐斯城堡建築群包括了三座城堡。由於戰火侵襲加上城堡失去防禦作用，使得維爾紐斯城堡建築群大多數建築現已不存。維爾紐斯城堡建築群現存的主要遺跡是格迪米納斯塔，這也是立陶宛和維爾紐斯的象徵之一

## 外部連結
- （立陶宛文） Lietuvos Didžiosios Kunigaikštystės Valdovų rūmų radiniai
- （波兰語） Zamek Górny w Wilnie （页面存档备份，存于）, Radzima.org
- 3D model of Gediminas Tower

54°41′13″N 25°17′24″E / 54.687°N 25.290°E